# You Can't Stop Me (альбом Suicide Silence)
You Can't Stop Me — четвертий студійний альбом американського Дезкор гурту Suicide Silence. В записі цього альбому вперше взяв участь новий вокаліст гурту Еді Херміда,  також це перший альбом гурту випущений без колишнього вокаліста Мітча Лакера, який загинув у 2012 році

## Назва альбому
У квітні 2014 року, він було виявлено що назва альбому і однойменної пісні були взяті з текстів, які Мітч залишив після себе перш ніж він помер.

## Композиції
Автор слів Hernan "Eddie" Hermida, окрім "You Can't Stop Me" та "Ending Is the Beginning" автор яких Мітч Лакер, автор музики Suicide Silence. 
| #   | Назва                                                                                      | Тривалість |
| --- | ------------------------------------------------------------------------------------------ | ---------- |
| 1.  | «M.A.L.»                                                                                   | 0:47       |
| 2.  | «Inherit the Crown»                                                                        | 3:28       |
| 3.  | «Cease to Exist»                                                                           | 3:42       |
| 4.  | «Sacred Words»                                                                             | 4:20       |
| 5.  | «Control» (разом з Джордж Фішер)                                                           | 2:53       |
| 6.  | «Warrior»                                                                                  | 2:59       |
| 7.  | «You Can't Stop Me»                                                                        | 4:07       |
| 8.  | «Monster Within» (разом з Greg Puciato)                                                    | 3:37       |
| 9.  | «We Have All Had Enough»                                                                   | 3:36       |
| 10. | «Ending Is the Beginning» (перезапис з Suicide Silence ЕР)                                 | 2:38       |
| 11. | «Don't Die»                                                                                | 3:45       |
| 12. | «Ouroboros» (contains bonus hidden track "Dogma: I Am God" on limited copies of the album) | 4:04       |

| Special Edition bonus tracks | Special Edition bonus tracks    | Special Edition bonus tracks |
| #                            | Назва                           | Тривалість                   |
| ---------------------------- | ------------------------------- | ---------------------------- |
| 13.                          | «Blue Haze»                     | 3:30                         |
| 14.                          | «Last Breath» (Hatebreed cover) | 1:34                         |

## Учасники запису
Suicide Silence
- Hernan "Eddie" Hermida – Вокал
- Mark Heylmun – Гітара
- Chris Garza – Ритм-гітара
- Dan Kenny – Бас-гітара
- Alex Lopez – Барабани

Виробництво
- Продюсер - Стів Еветтс